# Bordier & Cie
Bordier & Cie ist eine Schweizer Privatbank, die 1844 in Genf gegründet wurde und in der Vermögensverwaltung für Privatkunden tätig ist. Sie ist Mitglied der Vereinigung Schweizerischer Privatbankiers und eine der letzten in der Schweiz, die den Status des Privatbankiers aufrechterhält. Sie und ihre drei Partner sind uneingeschränkt für ihr persönliches Vermögen gegenüber der Bank eingegangenen Verpflichtungen haftbar. Die Einrichtung verfügt über  Banklizenzen in der Schweiz, in Singapur und auf den Turks- und Caicosinseln, und hat darüber hinaus Niederlassungen in Großbritannien, Frankreich und Uruguay.

## Geschichte
Die Familie Bordier kam 1554 nach Genf, als Guillaume Bordier, ein französischer Protestant, vor der religiösen Verfolgung in der Region Orléans floh und sich in der Schweiz niederließ. Seine Nachkommen waren zunächst im Tuchmacherhandwerk, anschließend in den Bereichen Goldschmiedekunst und Schmuckhandel sowie in kirchlichen Funktionen tätig.

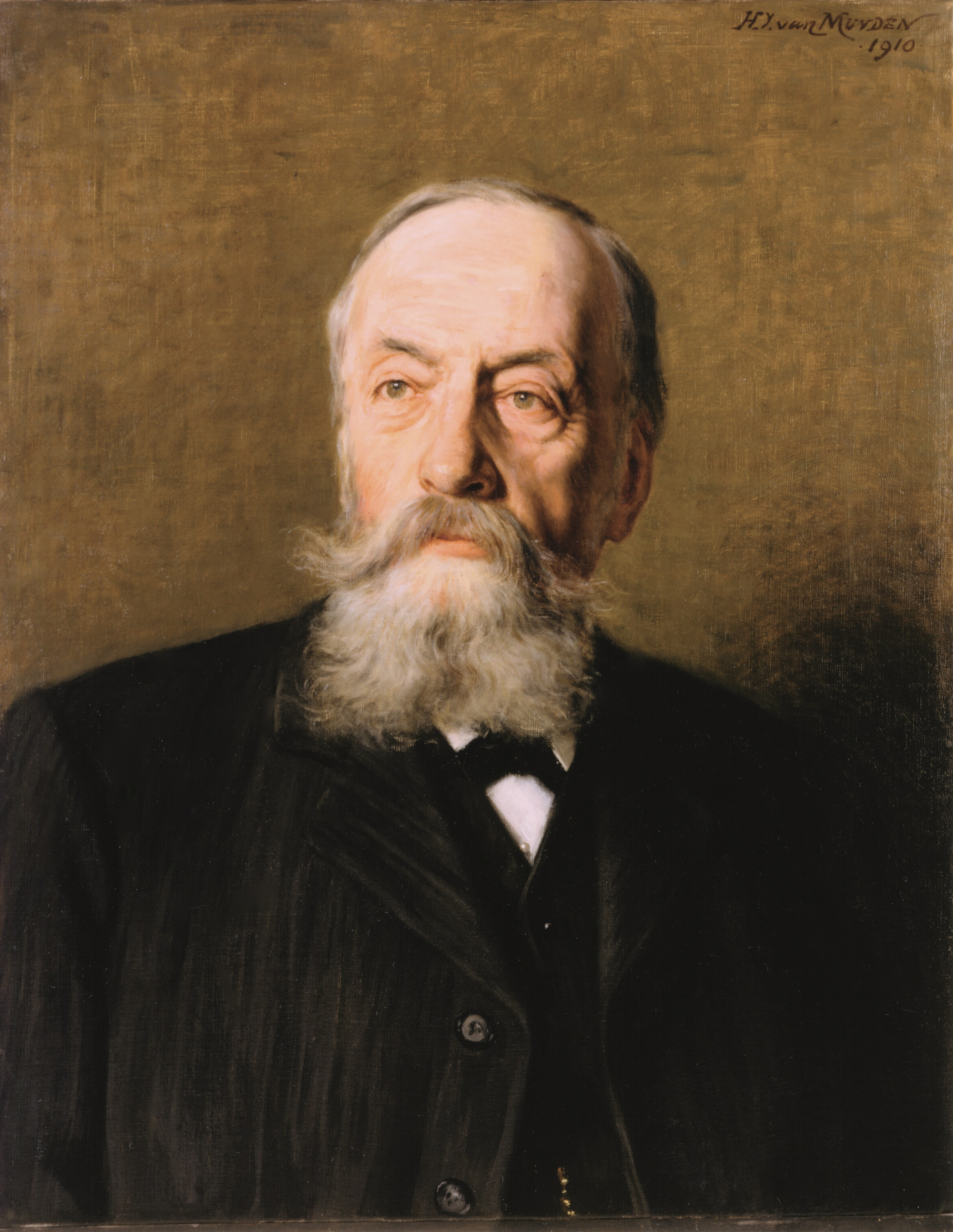
Ami Bordier

Die Ursprünge der Bank Bordier gehen auf das Jahr 1844 zurück, als Jacques Reverdin (1812–1895), der zuvor bei der Bank Pictet angestellt war, beschloss, ein eigenes Unternehmen zur Ausübung des Bankgeschäfts in Genf zu gründen. 1871 schloss sich Ami Bordier (1841–1920), der im selben Jahr die Tochter von Jacques Reverdin heiratete, Reverdin & Cie als Börsenmakler an. Nach dem Tod seines Schwiegervaters 1895 fiel die Leitung der Bank an ihn zurück und das Unternehmen, das damals 13 Mitarbeiter hatte, wurde in Bordier & Cie umbenannt.
Ami Bordier wurde von seinen beiden Söhnen Pierre und Édouard unterstützt, die 1897 bzw. 1904 Partner der Bank wurden. Im Jahr 1906 zog die Einrichtung in die Rue de Hollande 16 in Genf um, in ein Gebäude, das seitdem der Hauptsitz der Bank ist. 1917 ging Ami Bordier in den Ruhestand und überließ es seinen Söhnen, das Unternehmen allein zu leiten.
Die Söhne von Pierre und Édouard traten in den 1930er Jahren in das Unternehmen ein und prägten den Eintritt der dritten Generation in die Familienbank. Guillaume und Jacques Bordier, die Söhne von Pierre, wurden 1936 Teilhaber. 1938 kamen Raymond (Pierres dritter Sohn) und Edmond Bordier (Édouards einziger Sohn) hinzu. Als Pierre Bordier 1956 in den Ruhestand ging, hatte die Bank bereits 32 Mitarbeiter.
1966 wurden zwei Mitglieder der vierten Generation Partner: Philippe Bordier (ältester Sohn von Jacques) und André Bordier (Sohn von Guillaume). 1974 fanden sich die beiden Männer allein an der Führungsspitze der Familienbank wieder. Sie sind besonders bekannt für ihre Computerisierung, die 1975 mit der Einführung des ersten IBM-Systems begann, gefolgt von der Einführung der von Eri SA entwickelten Software Olympic Ende der 1980er Jahre, die es den Mitarbeitern ermöglicht, alle Kundenkontotransaktionen online zu verwalten.
1992 wurde Pierre Poncet Teilhaber, womit zum ersten Mal eine nicht zur Familie Bordier gehörende Person in diese Funktion kam. Im Jahr 1994 stieß Gaétan Bordier hinzu, der den Eintritt der fünften Generation der Familie in die Geschäftsleitung prägt. Grégoire Bordier, ebenfalls aus der fünften Generation, wurde 1997 Teilhaber und bekleidet seit diesem Datum die Position des Seniorpartners mit uneingeschränkter Haftung. Sein Bruder Evrard Bordier wurde 2011 ebenfalls uneingeschränkt haftender Teilhaber. 2012 trat Michel Juvet in derselben Funktion an die Stelle von Pierre Poncet, der Kommanditist wurde. Zu Pierre Poncet stießen 2017 Patrice Lagnaux und 2018 Alessandro Caldana. Im Jahr 2020 wurde Christian Skaanild zum Partner auf Lebenszeit ernannt, während Juvet aus dem Kreis der Gesellschafter ausschied, um seinerseits Kommanditist zu werden.
2020 änderte die Bank Bordier ihre Rechtsform in eine Kommanditgesellschaft auf Aktien und gab ihren früheren Status als Kommanditgesellschaft vor allem aus Gründen der buchhalterischen Flexibilität auf. Die vier Hauptpartner der Einrichtung bleiben mit ihrem persönlichen Vermögen unbegrenzt für die von der Bank eingegangenen Verpflichtungen haftbar. Die Einrichtung behält somit den Status eines „Privatbankiers“ und ist damit die einzige Einrichtung in der westlichen Schweiz, die diesen historischen Status beibehalten hat, und eines der letzten Mitglieder der Vereinigung Schweizerischer Privatbankiers zusammen mit vier weiteren Banken in der deutschsprachigen Schweiz.

## Tätigkeiten
Die Tätigkeiten der Bank Bordier konzentrieren sich seit jeher auf das private Banking, das neben den traditionellen Bankdienstleistungen auch die Vermögensverwaltungsberatung (Finanz- und Immobilienwesen), die Steuerberatung, die Rechtsberatung, die Anlageberatung und die Erbschaftsberatung umfasst.
Diese Dienstleistungen werden sowohl schweizerischen als auch ausländischen Kunden angeboten. Am 30. Juni 2024 verwaltete die Bank Bordier nach eigenen Angaben im Auftrag ihrer Kunden 18,2 Milliarden Schweizer Franken.

## Niederlassungen und Partnerschaften
1986 gründete die Bank ihre erste Bankfiliale: Bordier International Bank & Trust (BiBT), eine Bank mit Sitz im bekannten Steuerparadies auf den Turks- und Caicosinseln.
Das Mutterunternehmen unterhält Filialen in  Zürich, Bern und Nyon.
Im Jahr 2001 übernahm die Bank ein 45%ige Beteiligung an Berry Asset Management im Vereinigten Königreich und wurde 2007 mit 90 % des Kapitals Mehrheitsaktionär. Das Unternehmen änderte 2014 seinen Namen in Bordier & Cie (UK) Limited und wurde zur Londoner Verwaltungsgesellschaft der Bank Bordier.
Im Jahr 2006 gründete die Bank eine Verwaltungsgesellschaft in Paris und erweiterte dann 2017 ihre Präsenz in Frankreich mit der Eröffnung von zwei Regionalbüros in Rennes und Brest.
2007 eröffnete die Bank eine Filiale in Montevideo in Uruguay. Der Umzug von Bordier & Cie nach Uruguay ging 2018 mit der Übernahme der ebenfalls in Montevideo ansässigen Anlageberatungsfirma Helvetia Advisors einher.
In Asien eröffnete die Bank 2011 eine Filiale in Singapur und ging 2018 in Vietnam eine Partnerschaft mit der Military Commercial Joint Stock Bank ein, die 2020 zur Gründung eines Joint Ventures, MB Private, führte,  das vermögenden vietnamesischen Kunden Private-Banking-Dienstleistungen anbietet.